# Shine On (album Jet)
Shine On è il secondo album del gruppo musicale australiano Jet, uscito il 30 settembre 2006 in Australia e il 2 e 3 ottobre successivo nel resto del mondo.
Il disco è stato anticipato dal singolo Put Your Money Where Your Mouth Is e seguito dai singoli Rip It Up (solo per l'Australia), Bring It on Back (solo per il Regno Unito) e Shine On, per tutti i paesi.

## Accoglienza
Prodotto da Dave Sardy, l'album ha esordito al terzo posto delle classifiche australiane ARIA e fu certificato disco di platino nel paese, con 70 000 copie vendute nella prima settimana. Nel 2007 aveva venduto 137.000 copie negli Stati Uniti d'America. Nel 2012 Shine On e Shaka Rock avevano venduto, insieme, 212 000 copie negli Stati Uniti d'America.

## Tracce
1. L'Esprit d'escalier
2. Holiday
3. Put Your Money Where Your Mouth Is
4. Bring It On Back
5. That's All Lies
6. Hey Kids
7. Kings Horses
8. Shine On
9. Come On Come On
10. Stand Up
11. Rip It Up
12. Skin and Bones
13. Shiny Magazine
14. Eleanor
15. All You Have to Do

## Classifiche
| Chart (2006)           |    |
| ---------------------- | -- |
| Italian Album Chart    | 35 |
| Australian Album Chart | 3  |
| Uk Album Chart         | 14 |
| World Album Chart      | 12 |
| Billboard Album Chart  | 16 |